# Jełabuga
Jełabuga (ros. Ела́буга, tatar. Алабуга) – miasto w Rosji, w Tatarstanie, na prawym brzegu Kamy.

## Historia
Historia osady sięga XI w., kiedy Bułgarzy Wołżańsko-Kamscy wybudowali tu graniczny zamek. Później został on opuszczony, a jego ruiny znane są teraz jako Şaytan qalası („Zamek Szejtana”).
W drugiej połowie XVI w. na tym samym miejscu powstała rosyjska wioska. Miasto jest znane jako miejsce urodzin rosyjskiego malarza, Iwana Szyszkina (1832-1898).
Jełabuga jest znana jako miejsce samobójczej śmierci Mariny Cwietajewej w 1941 roku. Na miejscowym cmentarzu znajduje się jej grób, a w domu, w którym mieszkała, jest teraz poświęcone jej muzeum.
W latach 90. XX w. w mieście otwarto montownię General Motors.
W pobliżu Jełabugi znajduje się Park Narodowy Dolnej Kamy.

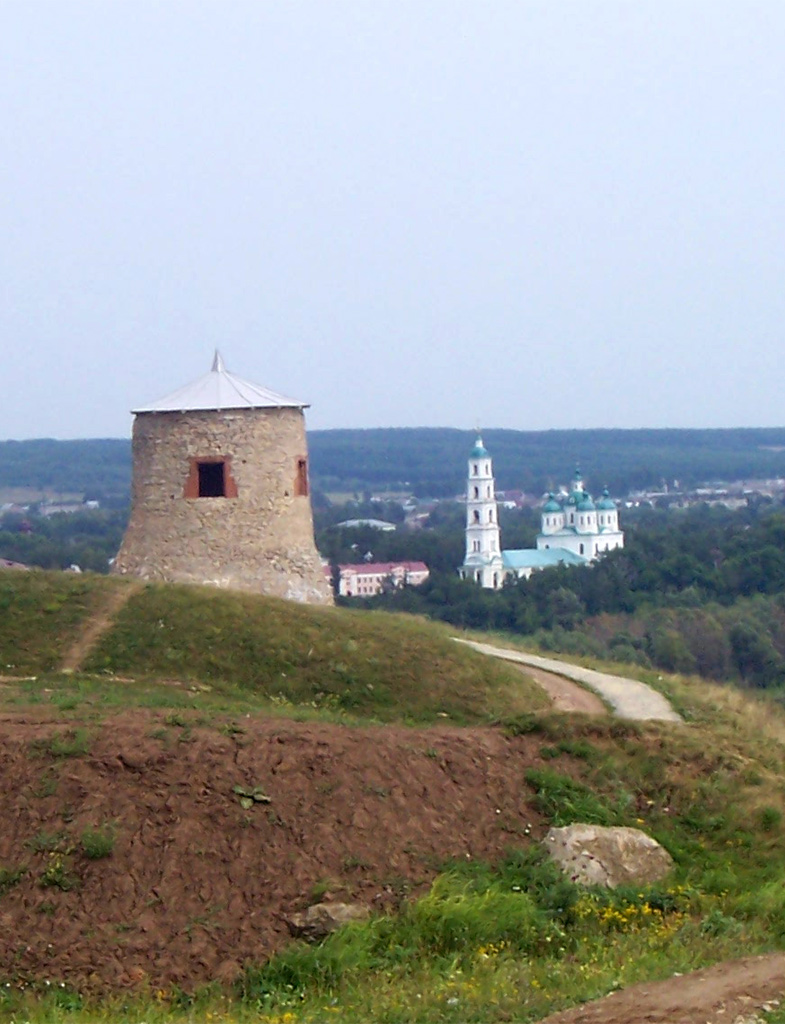
Diabelska Wieża (Şaytan qalası), jedyny zabytek architektury z czasów Bułgarii Wołżańsko-Kamskiej

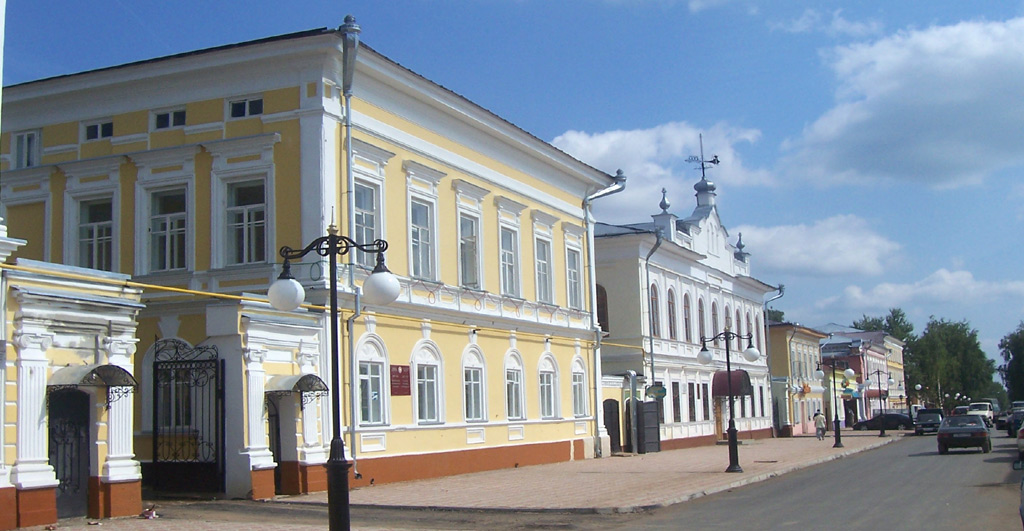
Ulica Kazańska

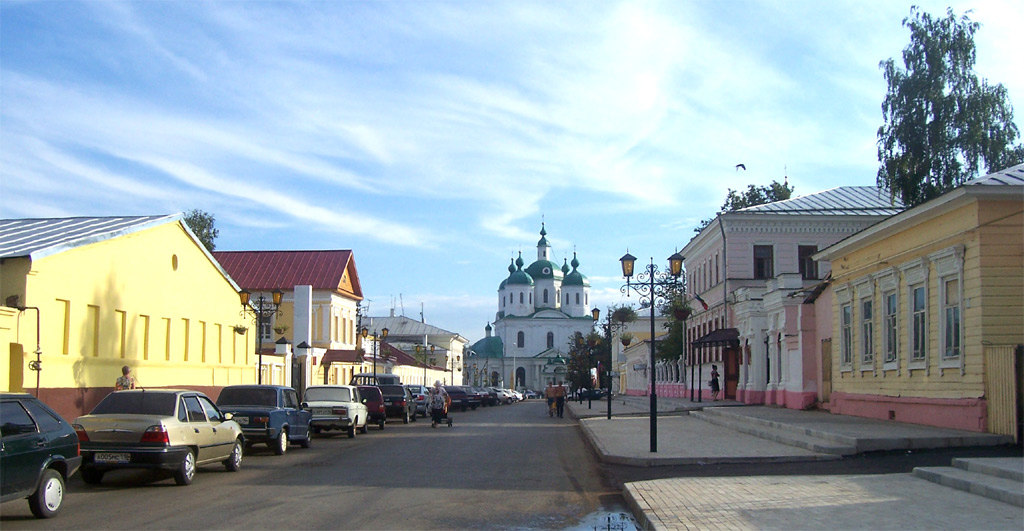
Ulica Spaska

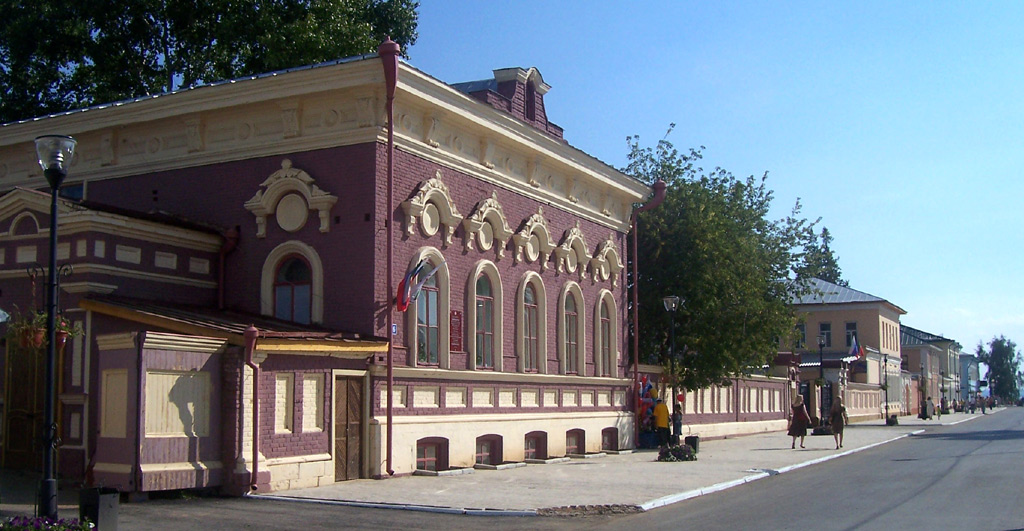
Gassar Markovo

## Demografia
Liczba mieszkańców w 2003 roku wynosiła ok. 67 tys. W 2010 roku było to ok. 70 tysięcy, a w 2021 roku 73 tys.

## Gospodarka
W mieście rozwinął się przemysł samochodowy, maszynowy, rafineryjny, włókienniczy oraz spożywczy.
Na początku lat 20. XXI wieku w specjalnej strefie przemysłowej rozwinęła się, w kooperacji z Iranem, produkcja dronów (fabryka dronów w Jełabudze).

## Oświata i nauka
W Jełabudze mieści się m.in. politechnika.

## Miasto partnerskie
- Safranbolu, Turcja.